# Pazur (zespół muzyczny)
Pazur – polski zespół blues-rockowy, założony w 1986 roku we Wrocławiu.

## Historia
W pierwszych latach działalności, czyli 1986–1988, formacja uchodziła za jedną z najlepszych polskich grup rockowych, której pierwszy skład tworzyli: Roman „Pazur” Wojciechowski (śpiew), Andrzej Urny (gitara solowa), Leszek Cichoński (gitara), Włodzimierz Krakus (gitara basowa, śpiew) i Andrzej Ryszka (perkusja, śpiew). W repertuarze zespołu znalazły się utwory, m.in. z repertuaru: B.B. Kinga i The Rolling Stones. Występował on na deskach dużych festiwali muzycznych, takich jak m.in. Rockowisko (1986) czy Jesień z Bluesem (1986). W 1986 roku nagrał czteroutworowe demo w chorzowskiej Leśniczówce, które zawiera piosenki z repertuaru: Nazareth (Holiday), The Rolling Stones (Honky Tonk Woman), Jamesa Browna (It's a Man's Man's Man's World) i The Beatles (Get Back). W późniejszych latach skład formacji uległ częściowej zmianie i przez zespół przewinął się m.in. Rafał Rękosiewicz (instrumenty klawiszowe). Do szyldu grupy „Pazur”, Wojciechowski powrócił w latach 1998–1999, gdy powstawał album pt. Cień Kapelusza w którego nagraniu oprócz wokalisty, wzięli także udział dwaj inni członkowie pierwszego składu formacji, a byli to Włodzimierz Krakus i Leszek Cichoński. I gdy koncertował w kraju (m.in. w 1999 roku podczas Przystanku Woodstock w Żarach) i za granicą. Tą samą nazwą, wokalista sygnował albumy: Wspomnienie (2013) i Kurza twarz (2016) w których nagraniu wziął udział Włodzimierz Krakus.